# (5379) Abehiroshi
(5379) Abehiroshi (1991 HG) – planetoida z pasa głównego asteroid okrążająca Słońce w ciągu 3,71 lat w średniej odległości 2,4 j.a. Odkryta 16 kwietnia 1991 roku.